# Jakub Jankto
Jakub Jankto (Prága, 1996. január 19. –) cseh labdarúgó, az olasz élvonalban szereplő Cagliari, valamint a cseh válogatott középpályása.

## Pályafutása

### Klubcsapatokban

#### Udinese
2014-ben szerződött az Udinese csapatához a Slavia Praha együttesétől, 700 000 euróért. A 2014–2015-ös kiírás során az udineiek utánpótlás csapatában szerepelt, összesen 27 mérkőzésen lépett pályára, amelyeken 4 találatig jutott, az első találatát rögtön debütálásakor szerezte, 2014. augusztus 8-án a Chievo ifistái ellen.
2015-ben még mielőtt bemutatkozhatott volna a felnőtt csapat színeiben, kölcsönbe a Serie B-ben szereplő Ascolihoz került, ahol 2015. szeptember 15-én debütált a másodosztály küzdelmei során, a Virtus Entella ellen 1–0-ra megnyert hazai mérkőzésen. A kölcsönszereplése alatt a szezon során összesen 34 bajnoki mérkőzésen lépett pályára és 5 gólt szerzett. 
Végül a debütálására az Udinese felnőtt csapatának színeiben 2016. szeptember 9-én került sor, amikor a Fiorentina elleni hazai 2–2-vel végződő mérkőzés során csereként vette át Panajótisz Koné helyét. A kezdő tizenegy tagjaként első alkalommal a következő bajnoki mérkőzésen lépett pályára, a Sassuolo elleni idegenbeli mérkőzésen, melyet csapata 1–0 arányban elveszített. Ezt követően hamar alapemberré vált az együttesben és 29 bajnokin 5 góllal, valamint 4 gólpasszal segítette csapatát. A következő, 2017–2018-as kiírás során még több játéklehetőséget kapott és minden sorozatot figyelembe véve 39 összecsapáson lépett pályára és 6 gól mellett 6 gólpasszt is jegyzett, a Fekete-fehéreknél eltöltött időszaka alatt 69 mérkőzésen 11 gól és 10 gólpassz volt a mérlege. Ez idő tájt már olyan csapatok érdeklődését is felkeltette, mint az AC Milan, az Arsenal, a Leicester City vagy az Everton.

#### Sampdoria
2018. július 6-án végül a Sampdoria bejelentette, hogy megszerezte a játékjogát. A cseh játékos kölcsönszerződés formájában csatlakozott a gárdához, amelyhez az az opció társult, hogy 15 millió euróért véglegessé tehetik az átigazolást. 2018. augusztus 12-én debütálásakor gólt szerzett a Viterbese elleni 1-0-s Coppa Italia-győzelem alkalmával. A Sampdoria végül élt az opciós jogával és véglegessé tette az átigazolást. 2019 júniusában ismét felmerült a neve az AC Milannál, mint lehetséges igazolás, végül azonban maradt a genovai együttesnél.

### A válogatottban

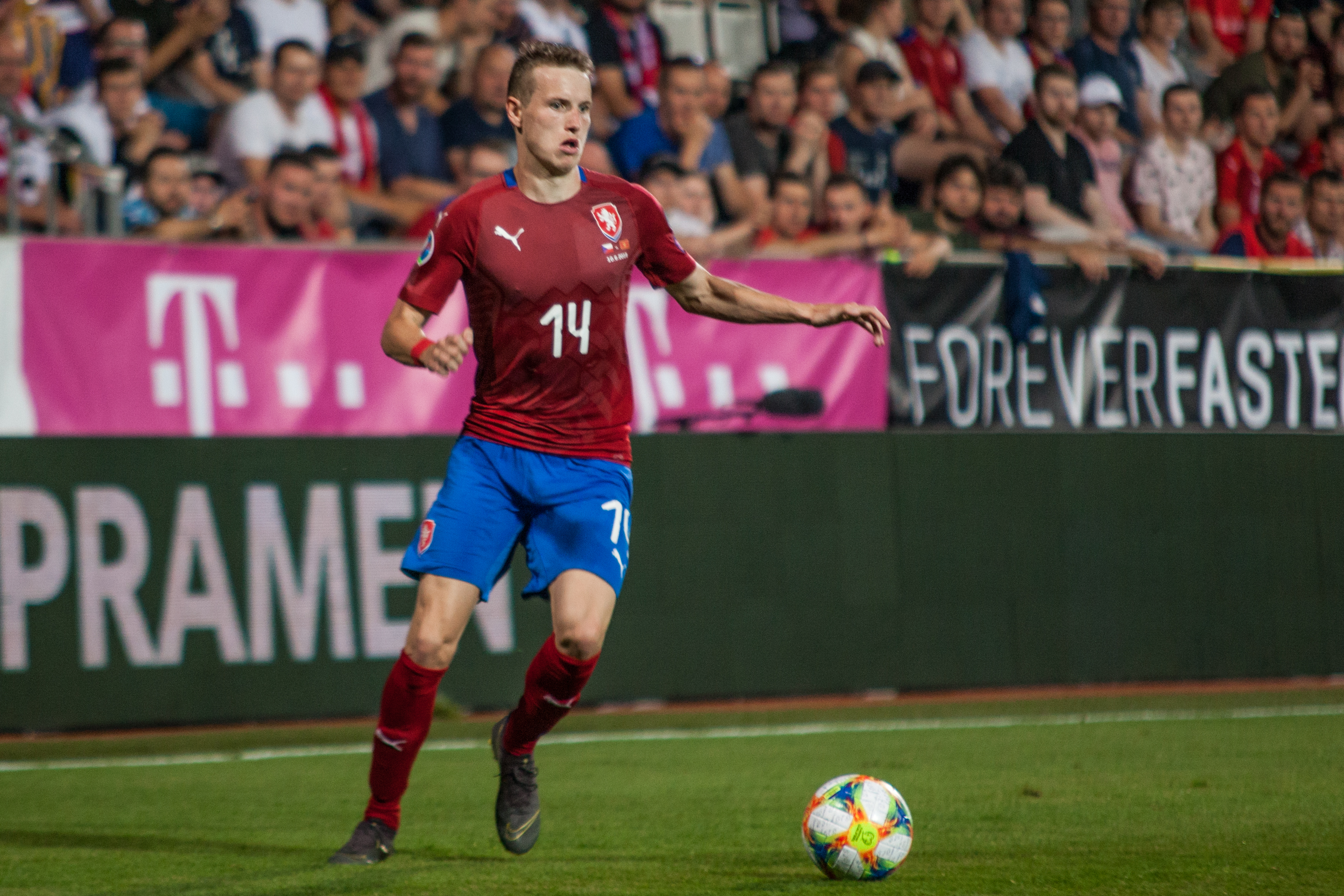
A Montenegro elleni 2019-es EB-selejtező mérkőzésen

Az U17-es korosztálytól kezdve végigjárta a cseh válogatottat. A felnőtt csapatban Karol Jarolím szövetségi kapitánysága idején debütált, 2017. március 22-én debütált egy Litvánia elleni barátságos találkozón, amely 3–0-ás cseh sikerrel zárult, a mérkőzésen a szünetben lépett pályára, Ladislav Krejčít váltva és a 64. percben megszerezte első gólját is. Első tétmérkőzésére 4 nappal később, március 26-án került sor, amikor a San Marino elleni világbajnoki selejtezőn kezdőként kapott lehetőséget. a 6–0-s győzelem során 67 percet töltött a pályán és ugyan nem talált be, de két gólpasszt is kiosztott Theodor Gebre Selassienak, valamint Michael Krmenciknek. Ezután a válogatottban is folyamatosan számítottak a játékára Első tétmérkőzésen szerzett találata pedig 2019.  június 10-én született, a montenegrói válogatott ellen lejátszott 3–0-val végződő 2020-as Európa-bajnokság selejtező mérkőzése során. Jaroslav Šilhavý nevezte a 2020-as labdarúgó-Európa-bajnokság keretébe.

## Magánélete
2023 februárjában bejelentette, hogy homoszexuális. Azt nyilatkozta, hogy nem akar többé bujkálni és titkolózni. Ő a második első osztályban szereplő labdarúgó, aki nyilvánosan vállalja homoszexualitását.

## Statisztikái

### Klubcsapatokban
2023. január 18-i adatok alapján.
| Együttes                     | Szezon                       | Bajnokság                    | Bajnokság | Bajnokság | Kupa     | Kupa | Nemzetközi | Nemzetközi | Egyéb    | Egyéb | Összesen | Összesen |
| Együttes                     | Szezon                       | Osztály                      | Mérkőzés  | Gól       | Mérkőzés | Gól  | Mérkőzés   | Gól        | Mérkőzés | Gól   | Mérkőzés | Gól      |
| ---------------------------- | ---------------------------- | ---------------------------- | --------- | --------- | -------- | ---- | ---------- | ---------- | -------- | ----- | -------- | -------- |
| Ascoli (kölcsönben)          | 2015–2016                    | Serie B                      | 34        | 5         | 1        | 0    | —          | —          | —        | —     | 35       | 5        |
| Udinese                      | 2016–2017                    | Serie A                      | 29        | 5         | 1        | 0    | —          | —          | —        | —     | 30       | 5        |
| Udinese                      | 2017–2018                    | Serie A                      | 36        | 4         | 3        | 2    | —          | —          | —        | —     | 39       | 6        |
| Udinese                      | Összesen                     | Összesen                     | 65        | 9         | 4        | 2    | —          | —          | —        | —     | 69       | 11       |
| Sampdoria (kölcsönben)       | 2018–2019                    | Serie A                      | 25        | 0         | 3        | 1    | —          | —          | —        | —     | 28       | 1        |
| Sampdoria                    | 2019–2020                    | Serie A                      | 30        | 2         | 1        | 0    | —          | —          | —        | —     | 31       | 2        |
| Sampdoria                    | 2020–2021                    | Serie A                      | 35        | 6         | 2        | 0    | —          | —          | —        | —     | 37       | 6        |
| Sampdoria                    | 2021–2022                    | Serie A                      | 0         | 0         | 1        | 0    | —          | —          | —        | —     | 1        | 0        |
| Sampdoria                    | Összesen                     | Összesen                     | 90        | 8         | 7        | 1    | —          | —          | —        | —     | 97       | 9        |
| Getafe                       | 2021–2022                    | La Liga                      | 13        | 0         | 1        | 0    | —          | —          | —        | —     | 14       | 0        |
| Sparta Praha (kölcsönben)    | 2022–2023                    | Fortuna Liga                 | 10        | 1         | 0        | 0    | —          | —          | —        | —     | 10       | 1        |
| Összesen a pályafutása során | Összesen a pályafutása során | Összesen a pályafutása során | 212       | 23        | 13       | 3    | 0          | 0          | 0        | 0     | 225      | 26       |

### A válogatottban
2022. június 5-i adatok alapján.
| Nemzeti csapat | Év       | Mérkőzés | Gólok |
| -------------- | -------- | -------- | ----- |
| Csehország     | 2017     | 10       | 1     |
| Csehország     | 2018     | 7        | 1     |
| Csehország     | 2019     | 9        | 1     |
| Csehország     | 2020     | 4        | 0     |
| Csehország     | 2021     | 11       | 1     |
| Csehország     | 2022     | 4        | 0     |
| Összesen       | Összesen | 45       | 4     |

#### Góljai a válogatottban
| #  | Dátum              | Helyszín                                     | Ellenfél      | Találat | Végeredmény | Mérkőzés típusa      |
| -- | ------------------ | -------------------------------------------- | ------------- | ------- | ----------- | -------------------- |
| 1. | 2017. március 22.  | Městský stadion, Ústí nad Labem, Csehország  | Litvánia      | 2–0     | 3–0         | Barátságos mérkőzés  |
| 2. | 2018. november 15. | Stadion Energa Gdańsk, Gdańsk, Lengyelország | Lengyelország | 1–0     | 1–0         | Barátságos mérkőzés  |
| 3. | 2019. június 10.   | Andrův stadion, Olomouc, Csehország          | Montenegro    | 1–0     | 3–0         | 2020-as EB-selejtező |
| 4. | 2021. március 24.  | Arena Lublin, Lublin, Lengyelország          | Észtország    | 6–1     | 6–2         | 2022-es VB-selejtező |

## Külső hivatkozások
- Statisztikái a Fotbal iDNES weboldalán
- Hivatalos válogatott statisztikái
- Transfermarkt adatlapja
- Soccerway adatlapja